# Niagara Falls (film 1914)
Niagara Falls è un cortometraggio muto del 1914. Il nome del regista non viene riportato nei credit del film, un documentario prodotto dalla Vitagraph.

## Produzione
Il film fu prodotto dalla Vitagraph Company of America.

## Distribuzione
Distribuito dalla General Film Company, il film - un cortometraggio di 90 metri - uscì nelle sale cinematografiche statunitensi il 12 febbraio 1914. Nelle proiezioni, veniva programmato con il sistema dello split reel, accorpato in un'unica bobina con un altro cortometraggio prodotto dalla Vitagraph, la commedia Some Steamer Scooping.